# اندیس کاروان گاه
کاروان گاه یک اندیس فلزی است که در حوالی شهر بهاباد استان کرمان قرار دارد و مادهٔ معدنی موجود در آن، سرب و روی است.  